# Wilgotnica cytrynowozielonawa

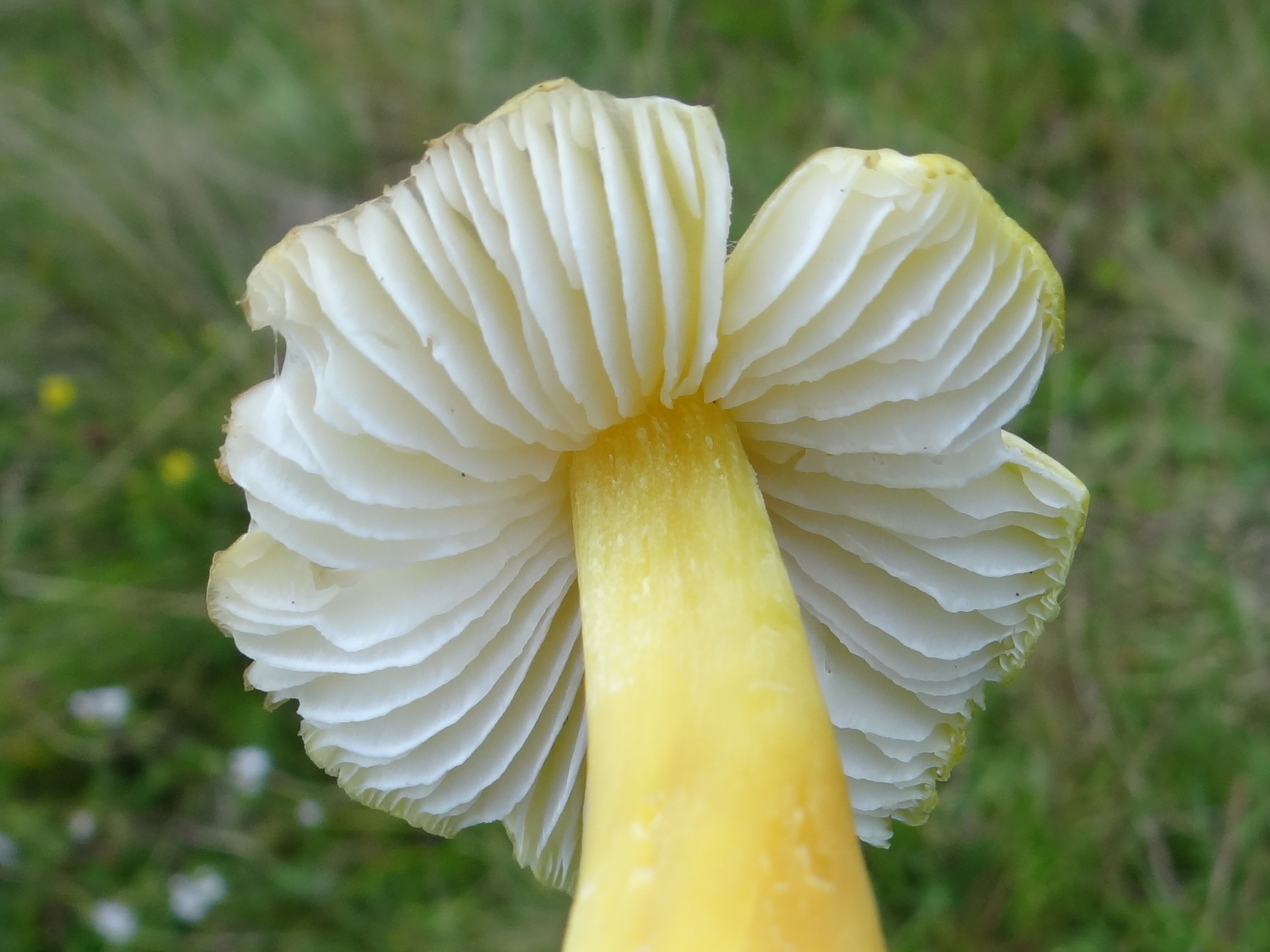

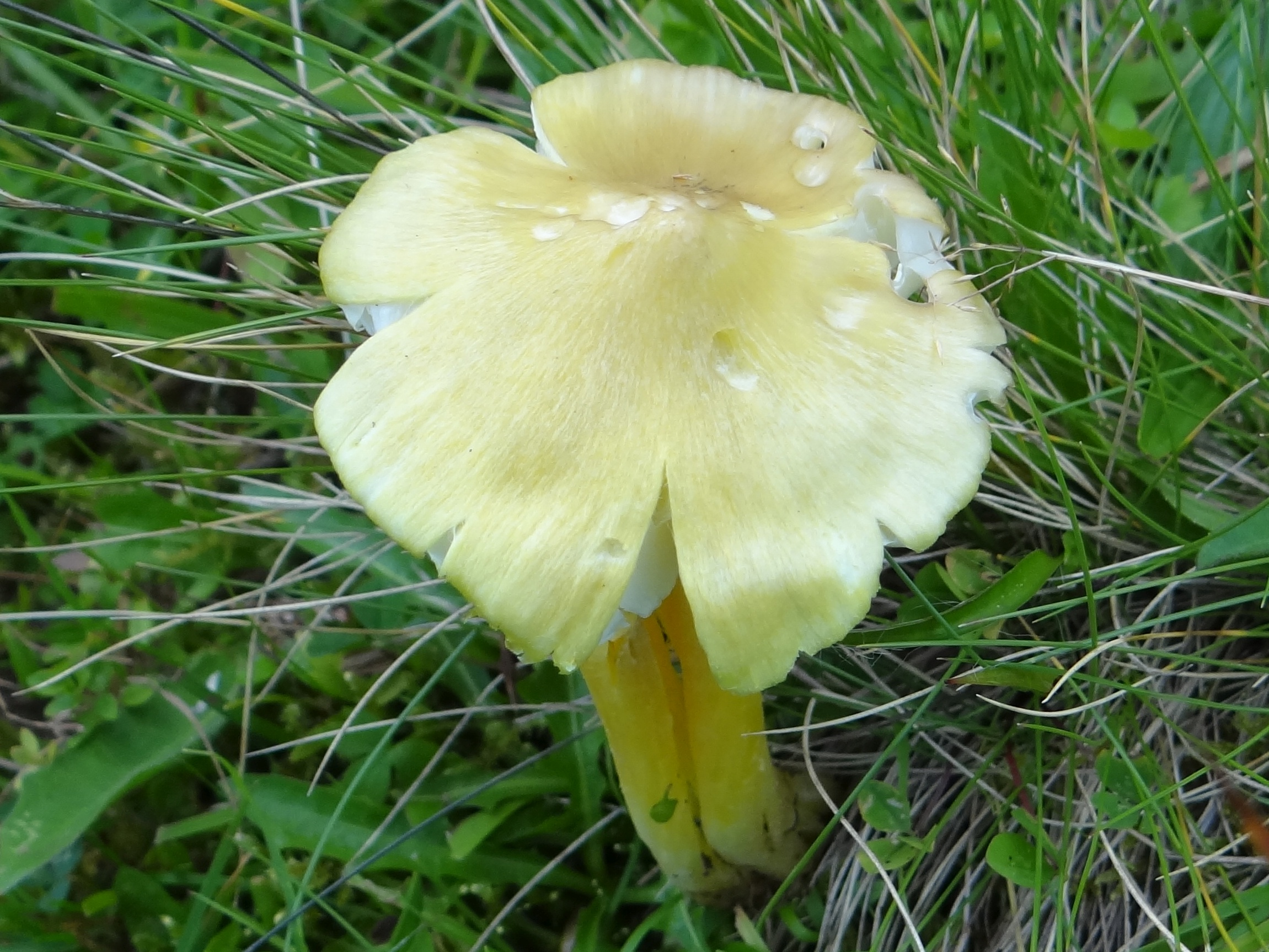

Wilgotnica cytrynowozielonawa (Hygrocybe citrinovirens (J.E. Lange) Jul. Schäff.) – gatunek grzybów z rodziny wodnichowatych (Hygrophoraceae).

## Systematyka i nazewnictwo
Pozycja w klasyfikacji według Index Fungorum: Hygrocybe, Hygrophoraceae, Agaricales, Agaricomycetidae, Agaricomycetes, Agaricomycotina, Basidiomycota, Fungi.
Po raz pierwszy takson ten zdiagnozował w 1923 r. Jakob Emmanuel Lange nadając mu nazwę Camarophyllus citrinovirens. Obecną, uznaną przez Index Fungorum nazwę nadał mu w 1947 r. Julius Schäffer.
Synonimy naukowe:

- Camarophyllus citrinovirens J.E. Lange 1923
- Godfrinia brevispora (F.H. Møller) Herink 1958
- Godfrinia citrinovirens (J.E. Lange) Herink 1958
- Hygrocybe brevispora F.H. Møller 1945
- Hygrophorus brevisporus (F.H. Møller) P.D. Orton 1960
- Hygrophorus citrinovirens (J.E. Lange) Konrad & Maubl.

Nazwę polską podał Władysław Wojewoda w 2003 r. W polskim piśmiennictwie mykologicznym gatunek ten opisywany był też jako wilgotnica krótkozarodnikowa i wilgotnica sucha.

## Morfologia
Kapelusz
Średnicy od 2 do 5 cm, młody – stożkowaty, później płasko rozłożony, ze stożkowato wypukłym garbkiem, na brzegu nieregularnie falisty, z wrośniętymi włókienkami, kruchy, siarkowożółty, o odcieniu od zielonkawego do oliwkowego. U starszych okazów na szczycie często występuje domieszka barwy ochrowej. Brzeg często bywa porozrywany.
Blaszki
Gęste, szeroko wybrzuszone, przy trzonie wycięte, stosunkowo grube. Młody – białe, później żółtawozielonawe.
Trzon
Wysokość od 6 do 10 cm, średnica od 5 do 10 mm, często podłużnie spłaszczony, u dołu zwężony, włóknisty, suchy, pusty, jasnocytrynowożółty z jasnozielonkawym odcieniem, u dołu białawy
Miąższ
Kruchy, cienki, białawy
Wysyp zarodników
Biały; zarodniki elipsoidalne, gładkie.
Gatunki podobne
Wśród żółtych wilgotnic w Polsce występują: wilgotnica ostrostożkowata (Hygrocybe acutoconica), wilgotnica żółknąca (Hygrocybe chlorophana), wilgotnica cytrynowa (Hygrocybe citrina), tzw. wilgotnica papuzia (Gliophorus psittacinus), Hygrocybe russocoriacea. Wilgotnicę cytrynowozielonawą łatwo jednak od nich odróżnić po pewnych charakterystycznych cechach: ma białe blaszki, wysmukły trzon, suchą powierzchnię kapelusza i trzonu oraz duże cheilocystydy.

## Występowanie i siedlisko
Wilgotnica cytrynowozielona notowana jest tylko w niektórych krajach Europy. W Polsce do 2000 r. jedyne stanowiska podano w Pieninach na polanie Stolarzówka, ale w późniejszych latach podano nowe stanowiska w różnych regionach, a najbardziej aktualne podaje internetowy atlas grzybów. Znajduje się w nim na liście gatunków zagrożonych i wartych objęcia ochroną. Od 2014 r. w Polsce jest objęta ochroną częściową grzybów.
Rośnie od sierpnia do października na suchszych trawiastych zboczach, ale także na wilgotniejszych pastwiskach i łąkach, na skraju lasów iglastych i mieszanych.

## Znaczenie
Prawdopodobnie grzyb mikoryzowy. Jest niejadalny.